# Pelágiusz
A Pelágiusz görög → latin eredetű férfinév, jelentése: tengerész.  Női párja: Pelágia. 

## Gyakorisága
Az 1990-es években szórványos név, a 2000-es években nem szerepel a 100 leggyakoribb férfinév között.

## Névnapok
- május 4.[2]
- június 9.[2]
- június 26.[2]
- augusztus 28.[2]
- október 8.[2]
- december 19.[2]

## Idegen nyelvű névváltozatai
- spanyolul: Pelayo

## Híres Pelágiuszok
- Pelágiusz, a pelagianisták mozgalmának alapítója
- I. Pelágiusz pápa
- II. Pelágiusz pápa
- Pelayo, Asztúria királya